# Société des chemins de fer du Cambrésis

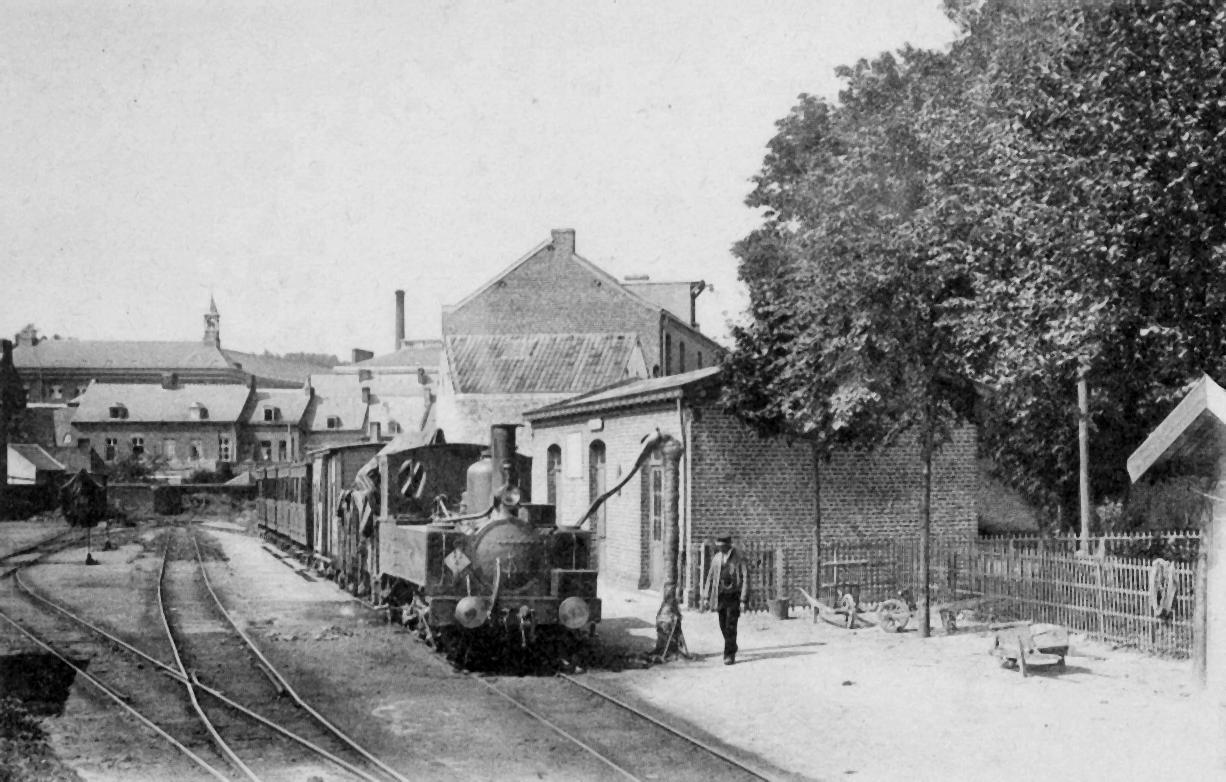
Gare terminus du Cateau-Cambrésis avec une locomotive Fives-Lille

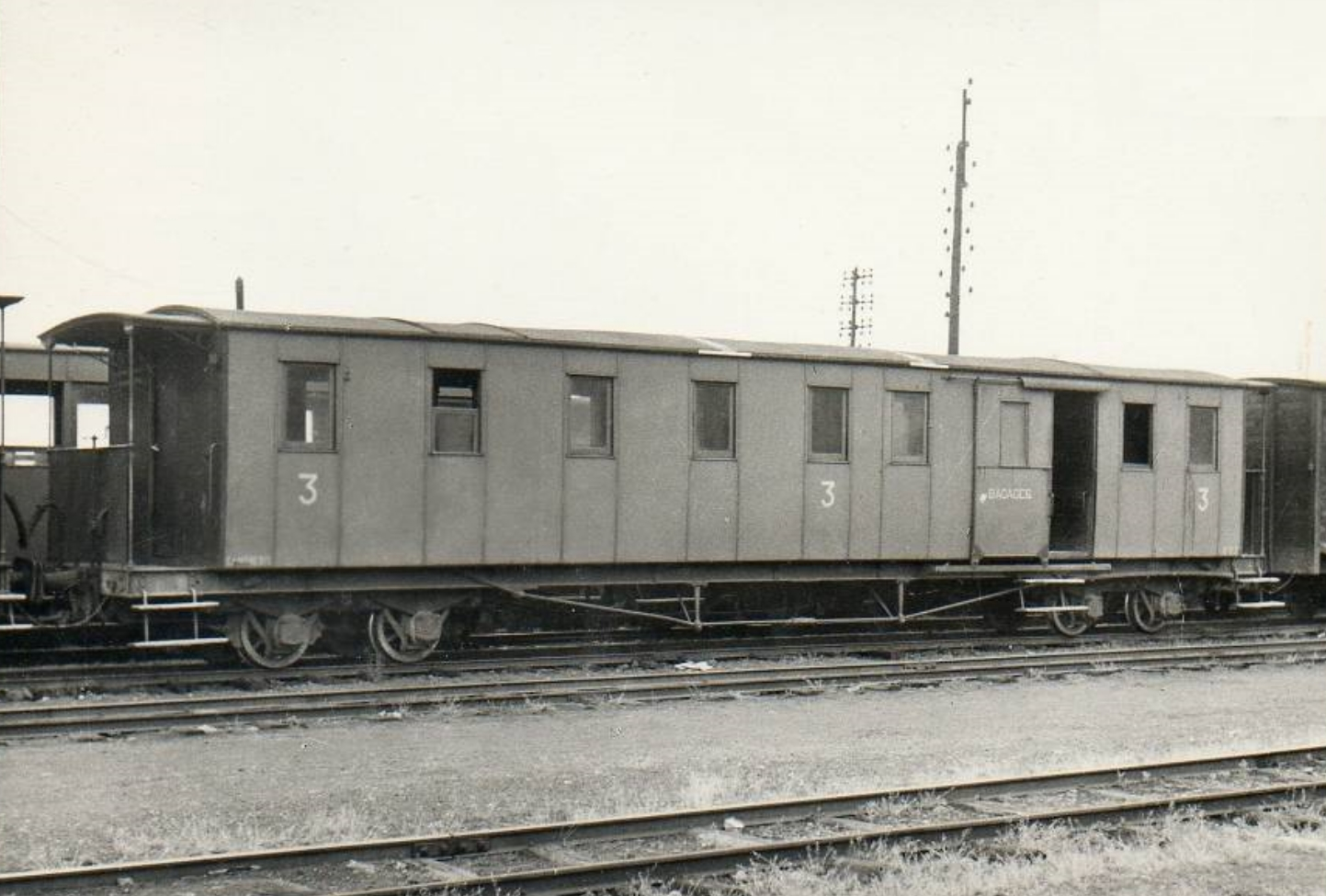
voiture voyageur à bogies avec compartiment fourgon

La Société des Chemins de fer du Cambrésis est une compagnie de transport qui gérait, de 1880 à 1960, un réseau de chemin de fer dit « d'intérêt local » desservant le Cambrésis dans le département du Nord ainsi que le nord du département de l'Aisne. Aujourd'hui la Société des Chemins de fer du Cambrésis assure le transport de voyageurs, par cars, sur le réseau routier.

## Histoire
La Société des Chemins de fer du Cambrésis fut fondée en 1880 par trois ingénieurs, MM. Chevalier, Rey et Lambert.
La famille Chevalier possédait des ateliers (Société Chevalier, Cheylus Jeune & Cie) sur le Quai de Javel à Paris, devenus plus tard les usines Citroën. Elle y construisait des wagons et même des trains de prestige pour les têtes couronnées et les grandes fortunes. Les lignes de chemin de fer du Cambrésis avaient pour objet de tester le matériel roulant sorti de ces ateliers et de servir l'économie locale le reste du temps[réf. nécessaire].
Le décret autorisant la création d'une ligne de « tramway » entre Cambrai et Catillon date du 17 août 1880. Il s'agissait de relier le canal de Saint-Quentin à l'ouest au canal de la Sambre à l'Oise à l'est.
La société exploita à terme un réseau à voie métrique d'une longueur de 120 kilomètres, qui comportait trois lignes desservies par des locomotives à vapeur :
- Caudry - Saint-Quentin
- Cambrai - Caudry - Le Cateau - Catillon-sur-Sambre
- Caudry - Denain

La gare de Caudry-Cambrésis était le centre de ce réseau, qui s'étendait dans les départements du Nord et de l'Aisne. Les ouvertures de lignes s'échelonnèrent de 1881 à 1904. La compagnie transportait des marchandises, desservant dès la mise en service cinq sucreries et râperies, mais aussi des voyageurs. Des lignes d'autobus furent créées vers 1930 pour compléter le service ferroviaire.
Le réseau du Cambrésis, totalement détruit pendant la Première Guerre mondiale, fut reconstruit progressivement : la ligne Caudry - Villers-Outréaux fut rouverte en 1921, Villers-Outréaux - Saint-Quentin-Cambrésis en 1923. En 1955 l'exploitation des lignes ferroviaires était abandonnée sur l'ensemble du réseau, seule la liaison Caudry - Denain subsistant pour les voyageurs et les marchandises jusqu’au 16 octobre 1960 pour le trafic des voyageurs et le 31 décembre 1960 pour celui des marchandises.
La compagnie a néanmoins passé le cap du XXIe siècle en continuant à assurer le transport public de voyageurs par autocars, dont la gare centrale demeure à Caudry.

## Lignes
| Ouverture    | Section                                      | Longueur (km) | Fermeture |
|              | Caudry - Saint-Quentin                       | 57            |           |
| 1887         | Caudry - Villers-Outréaux                    | 19            | 1955      |
| 1888         | Villers-Outréaux - Le Catelet-Gouy           | 6             | 1955      |
| 1892         | Le Catelet-Gouy - Saint-Quentin-Cambrésis    | 25            | 1954      |
| 28 mars 1904 | Saint-Quentin-Cambrésis - Saint-Quentin-Nord | 7             | 1936      |
|              | Cambrai - Catillon                           | 40            |           |
| 1881         | Cambrai - Awoingt                            | 4             | 1936      |
| 1881         | Awoingt - Le Cateau                          | 22            | 1955      |
| 1886         | Le Cateau - Catillon                         | 9             | 1955      |
| 1891         | Caudry - Denain                              | 28            | 1960      |

## Infrastructure

### Gares

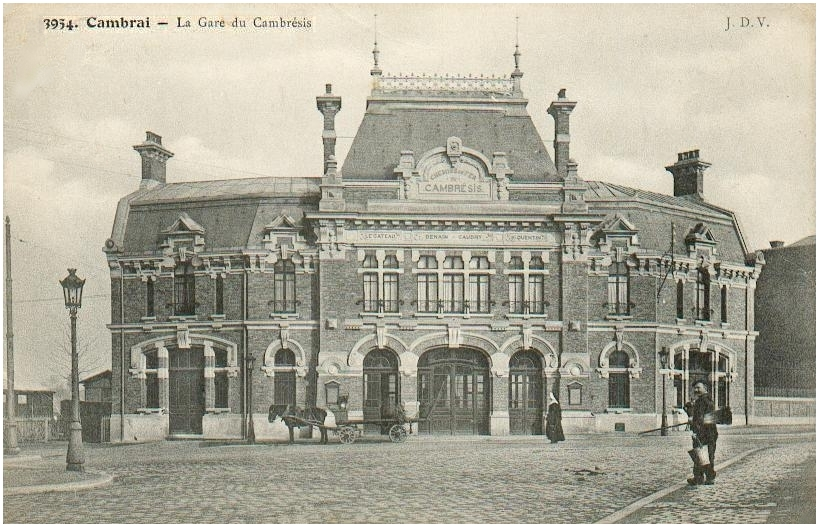
La gare du Cambrésis à Cambrai
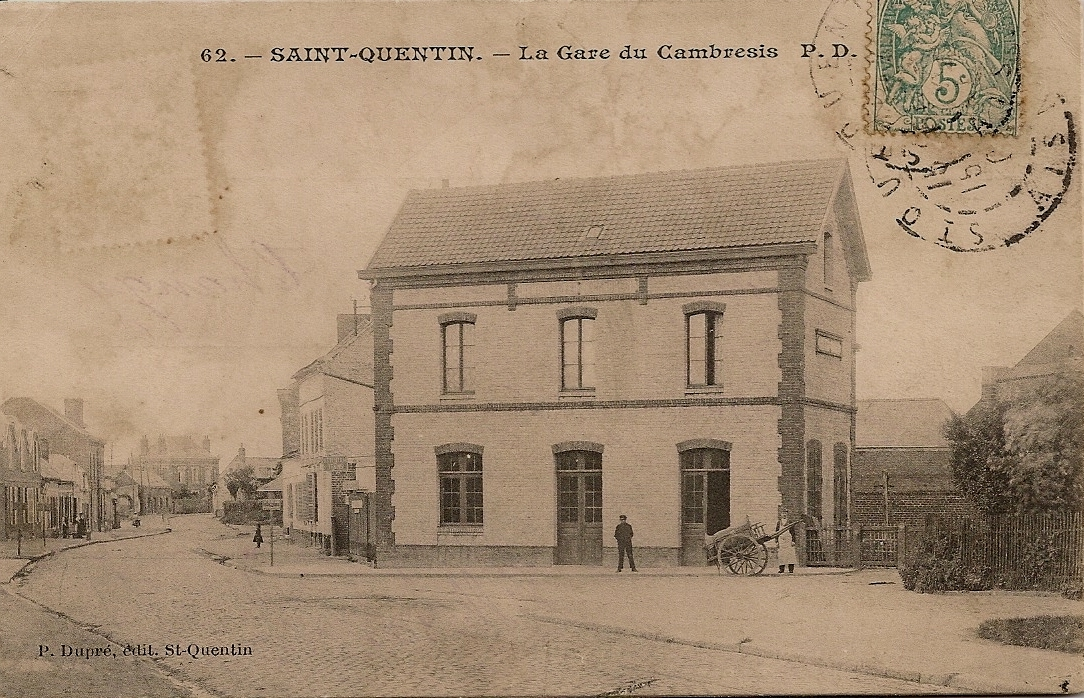
La gare de Saint Quentin.
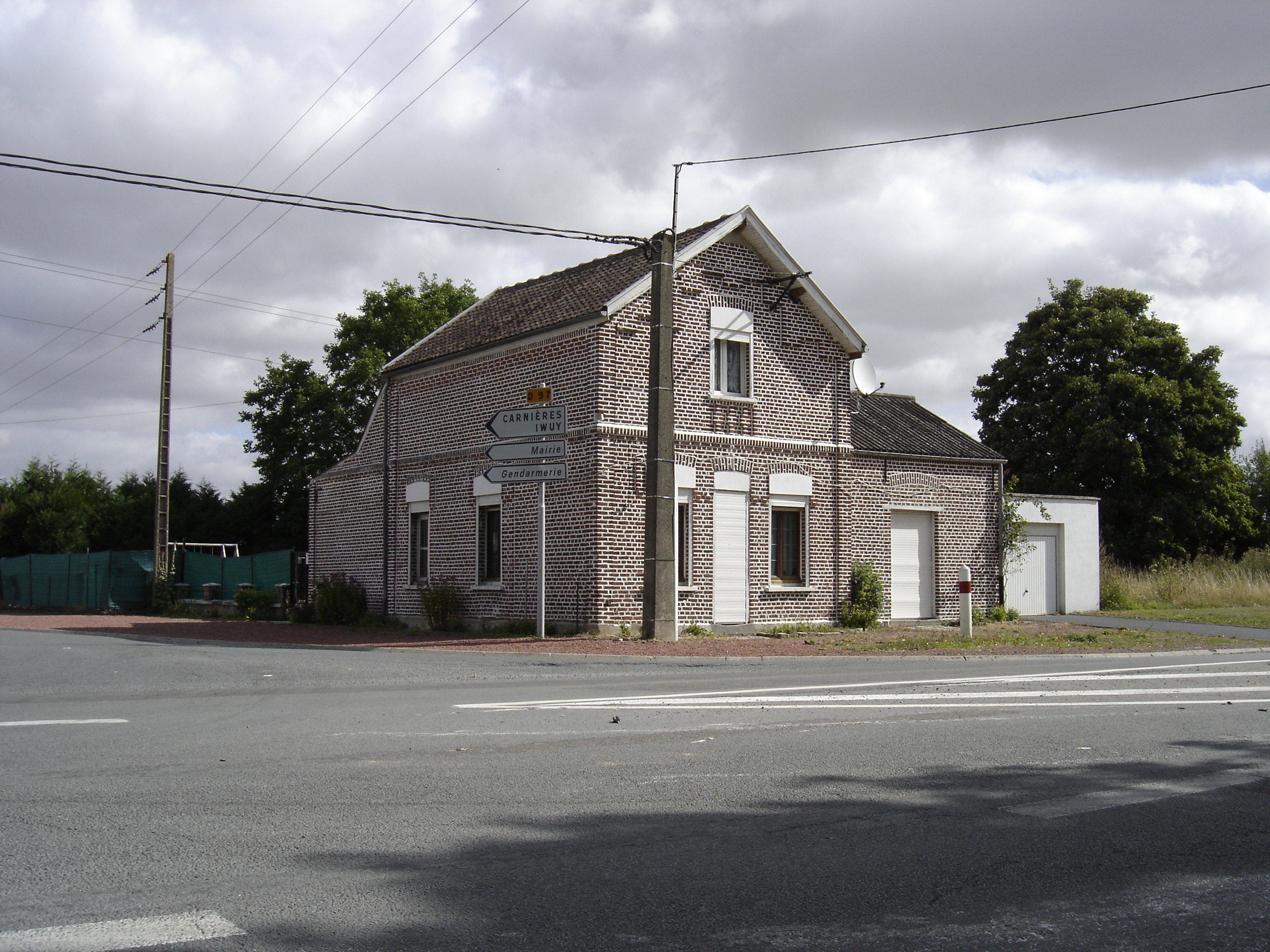
La gare de Carnières
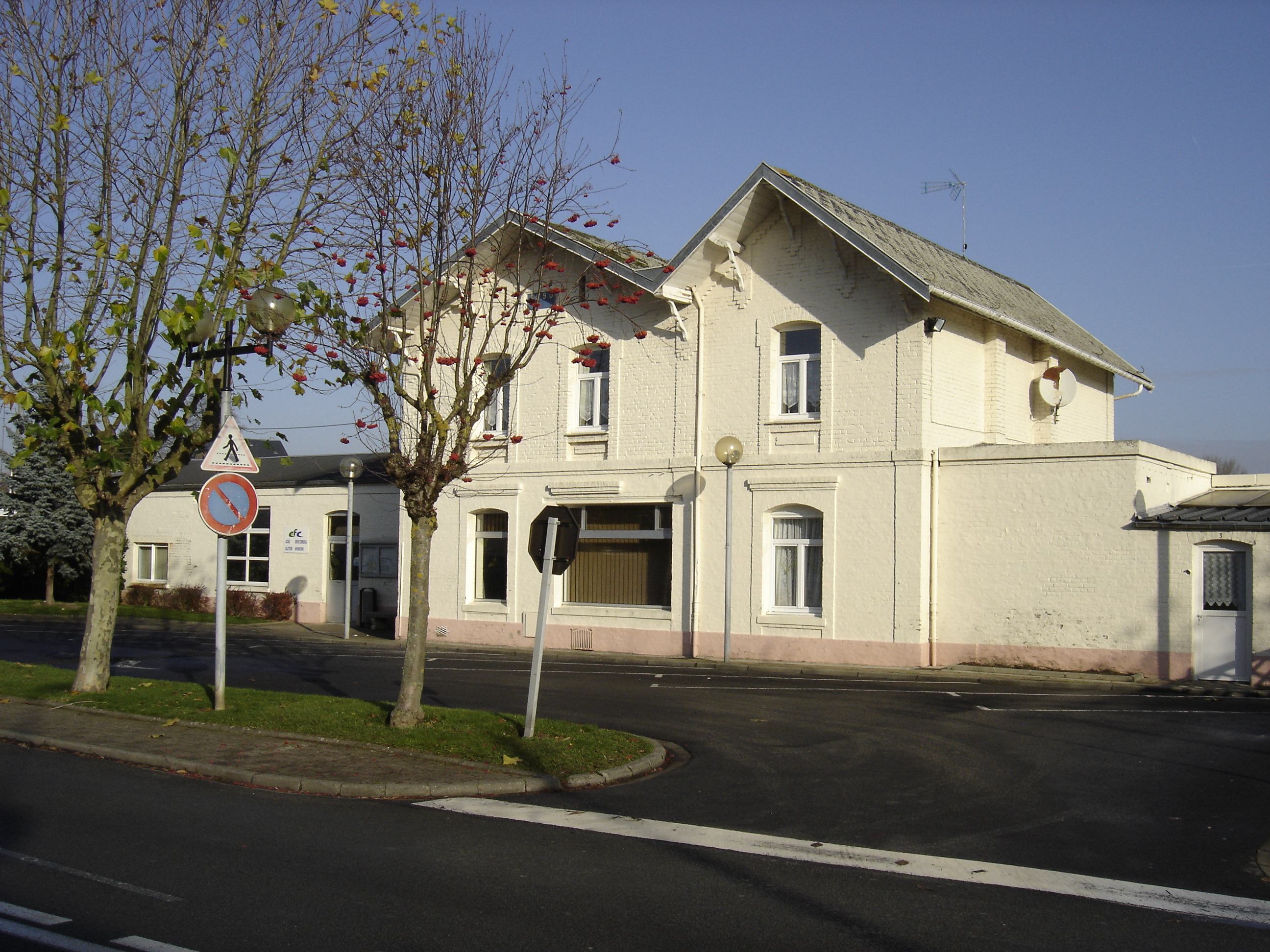
La gare de Caudry - Cambrésis
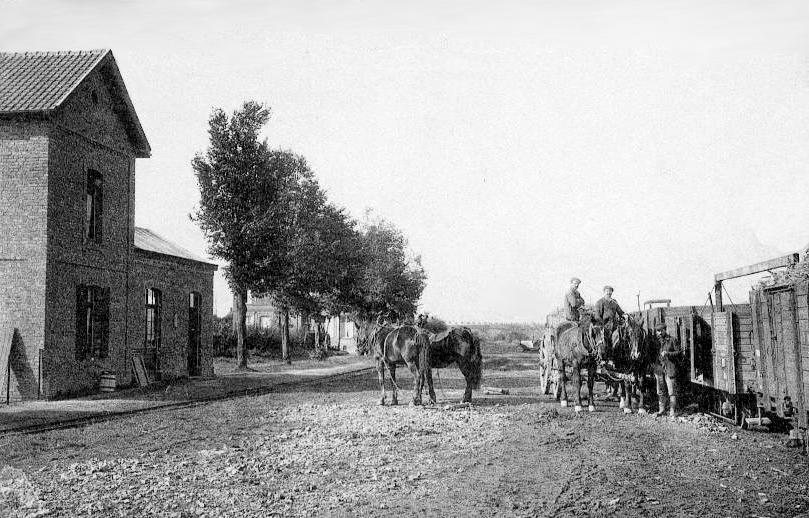
La gare d'Inchy
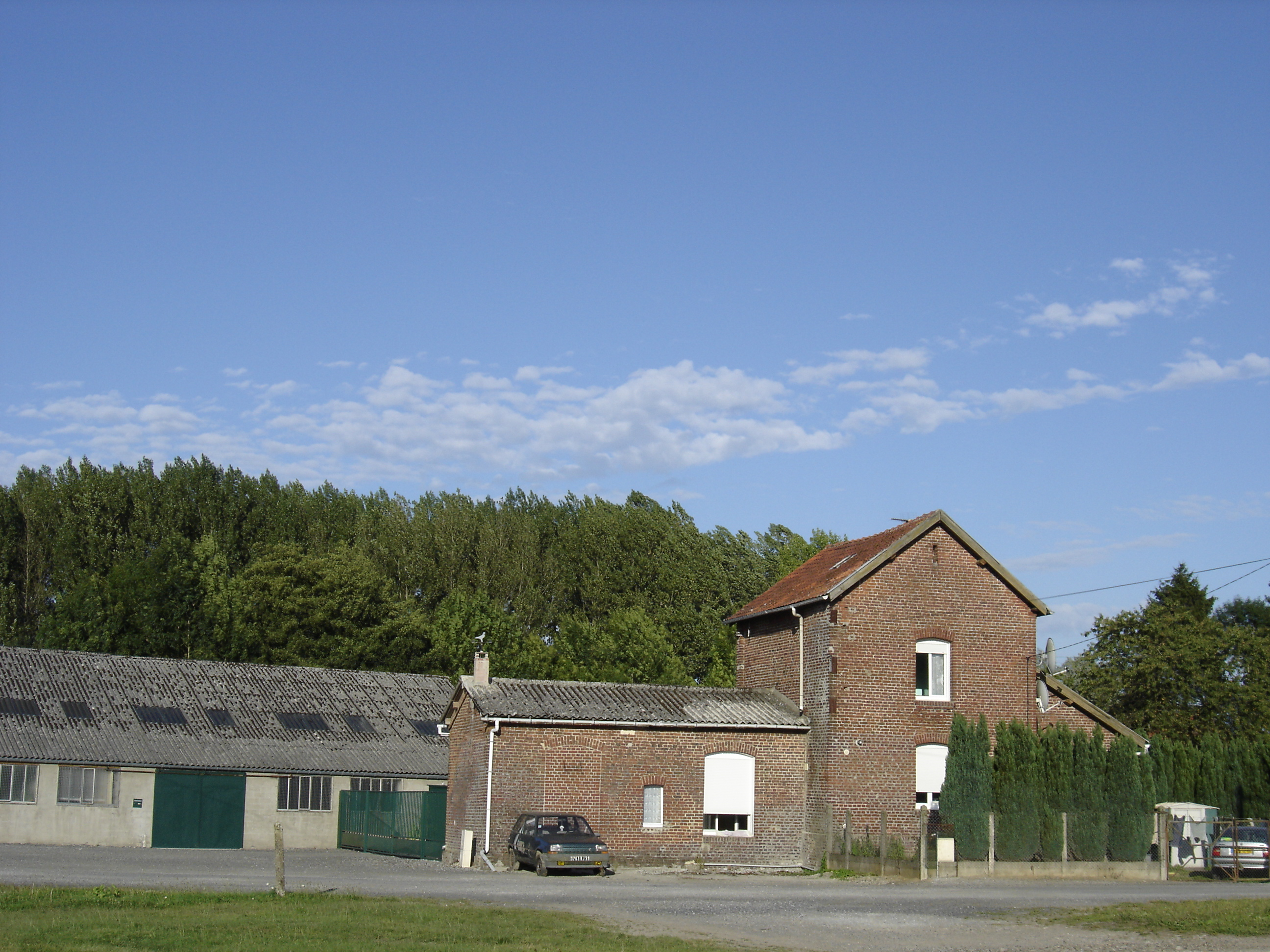
La gare de Catillon-sur-Sambre
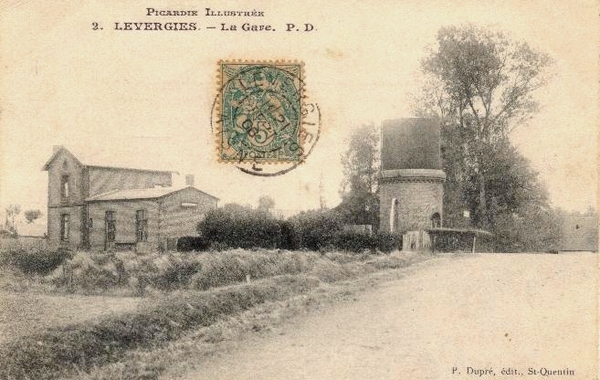
La gare de Levergies vers 1908
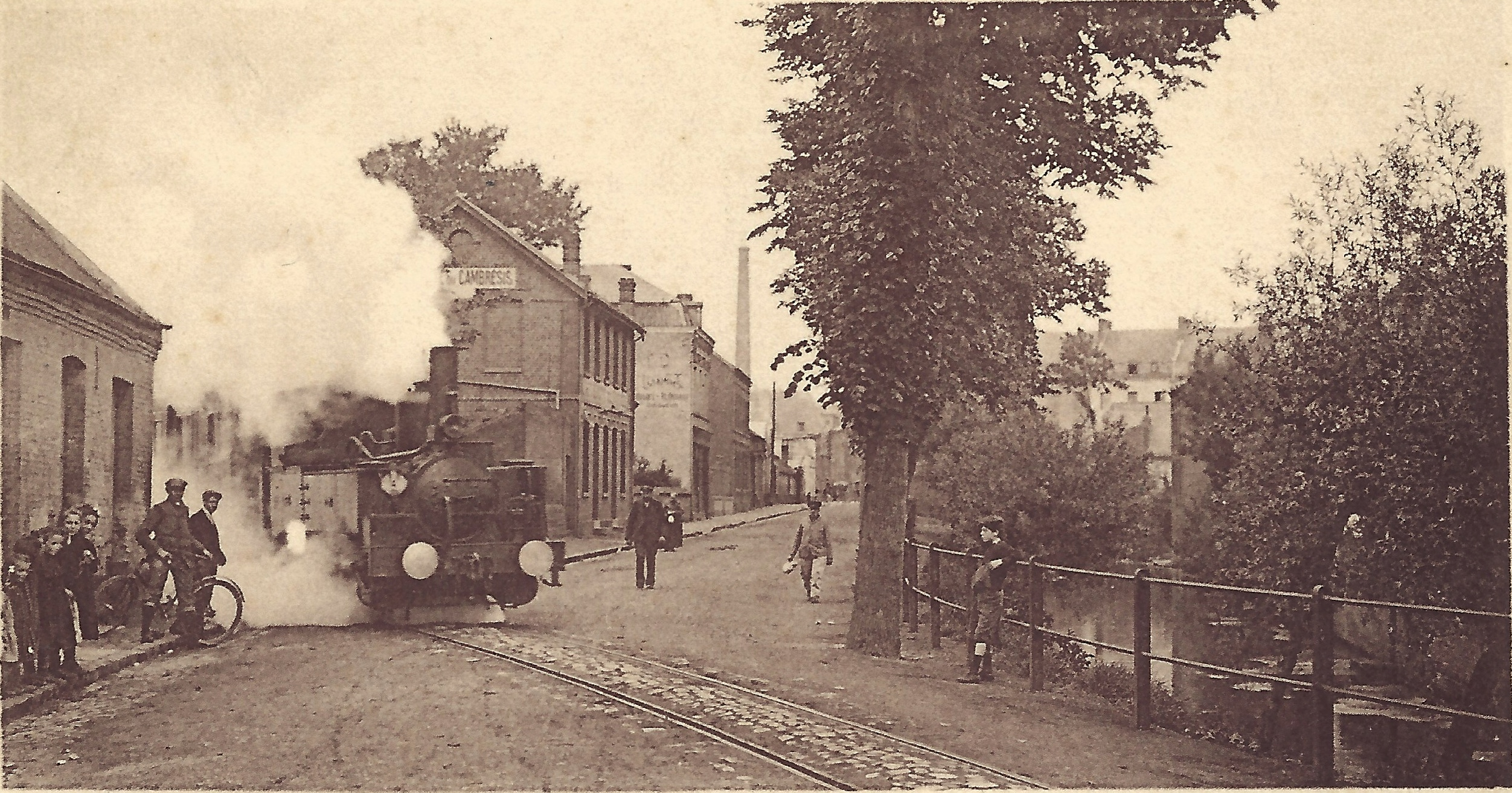
La gare du Cateau vers 1911

## Section Le Catelet-Gouy / Saint-Quentin-Cambrésis
Cette section a été exploitée de 1892 à 1954 sur une longueur de 25 km.

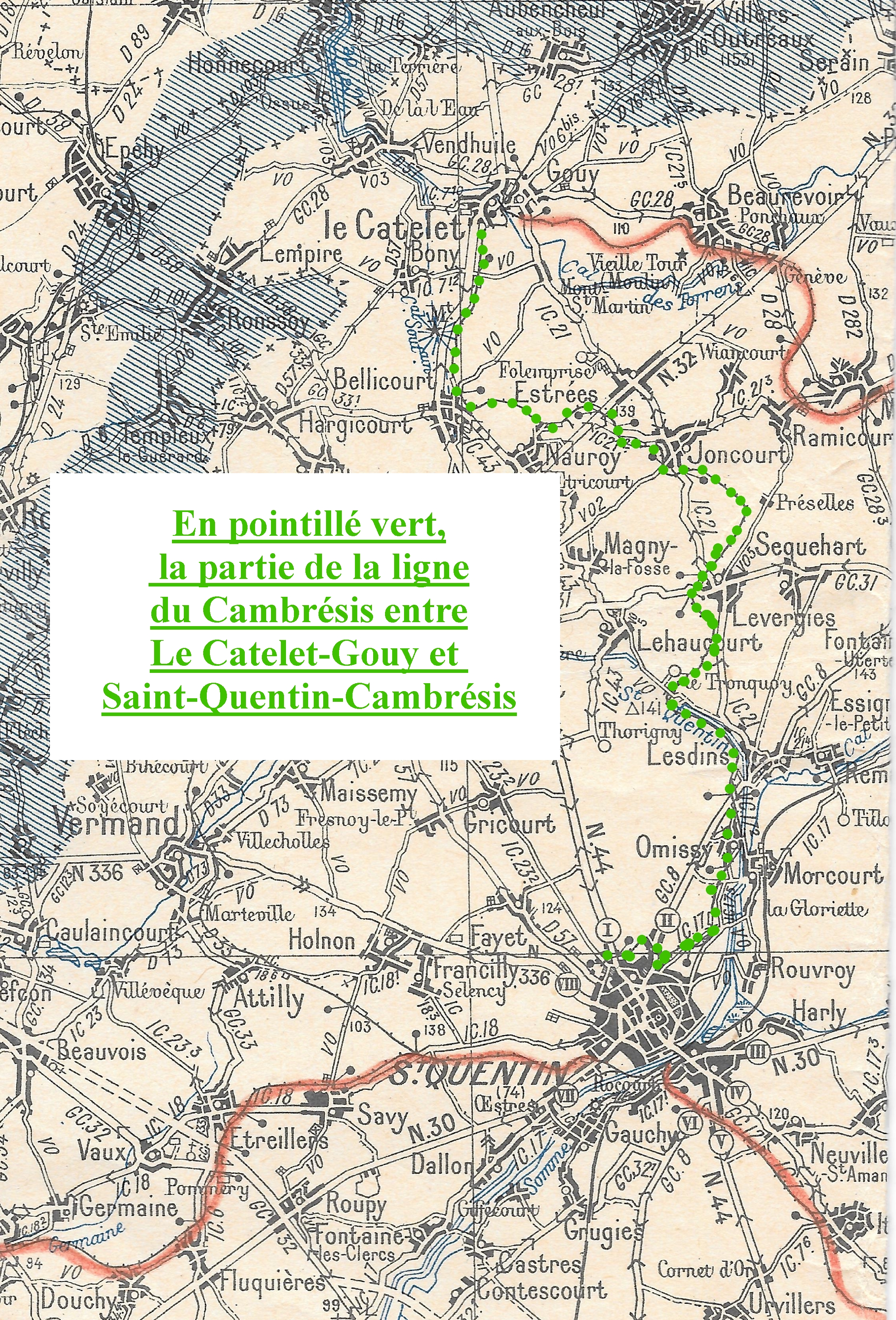
Carte de la section Le Catelet-Gouy / Saint-Quentin.

### Levergies

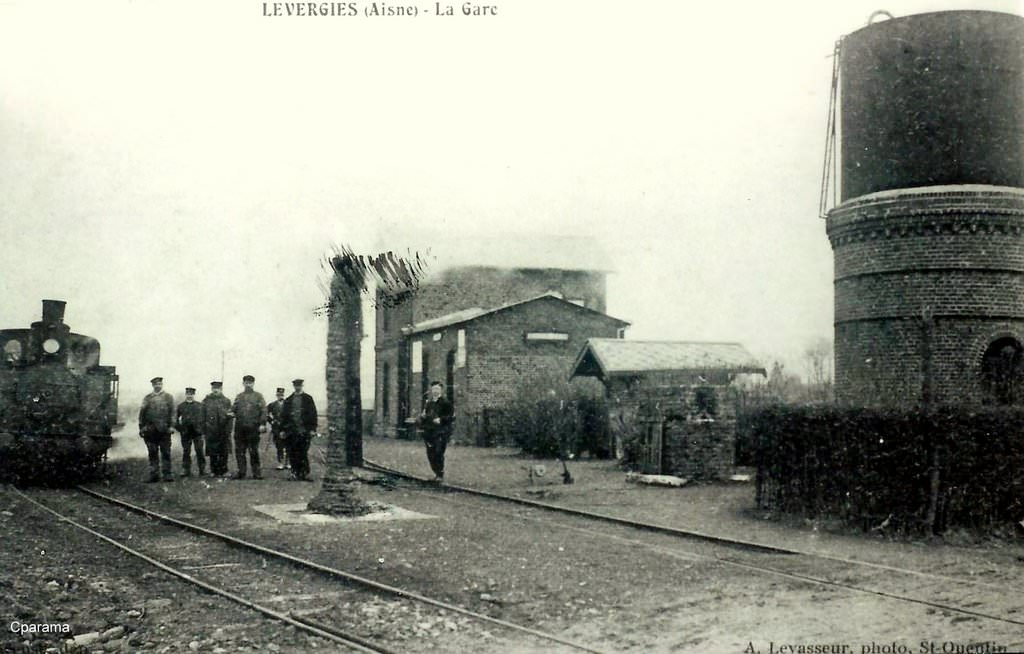
La gare et son réservoir vers 1910.
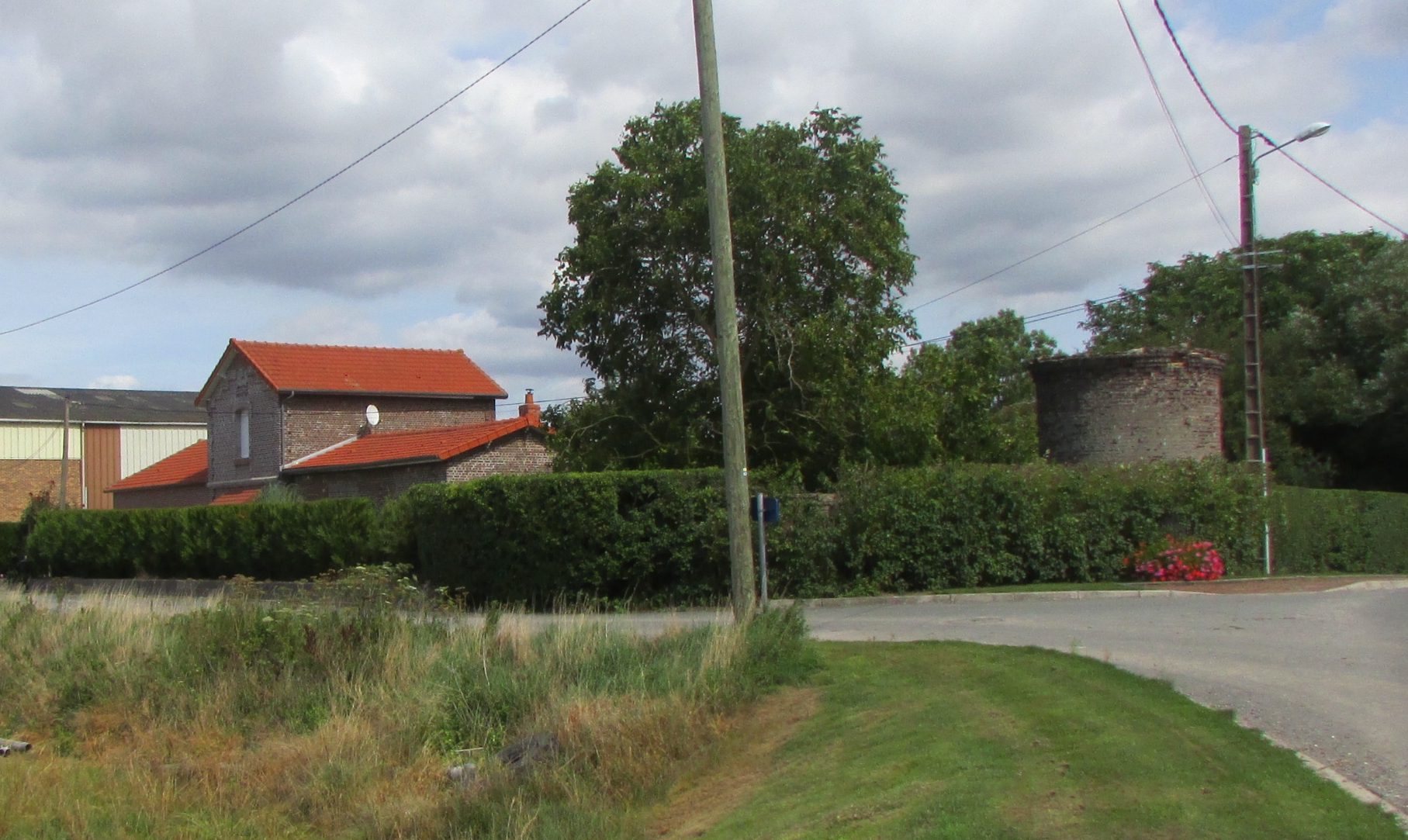
L'ancienne gare devenue habitation.
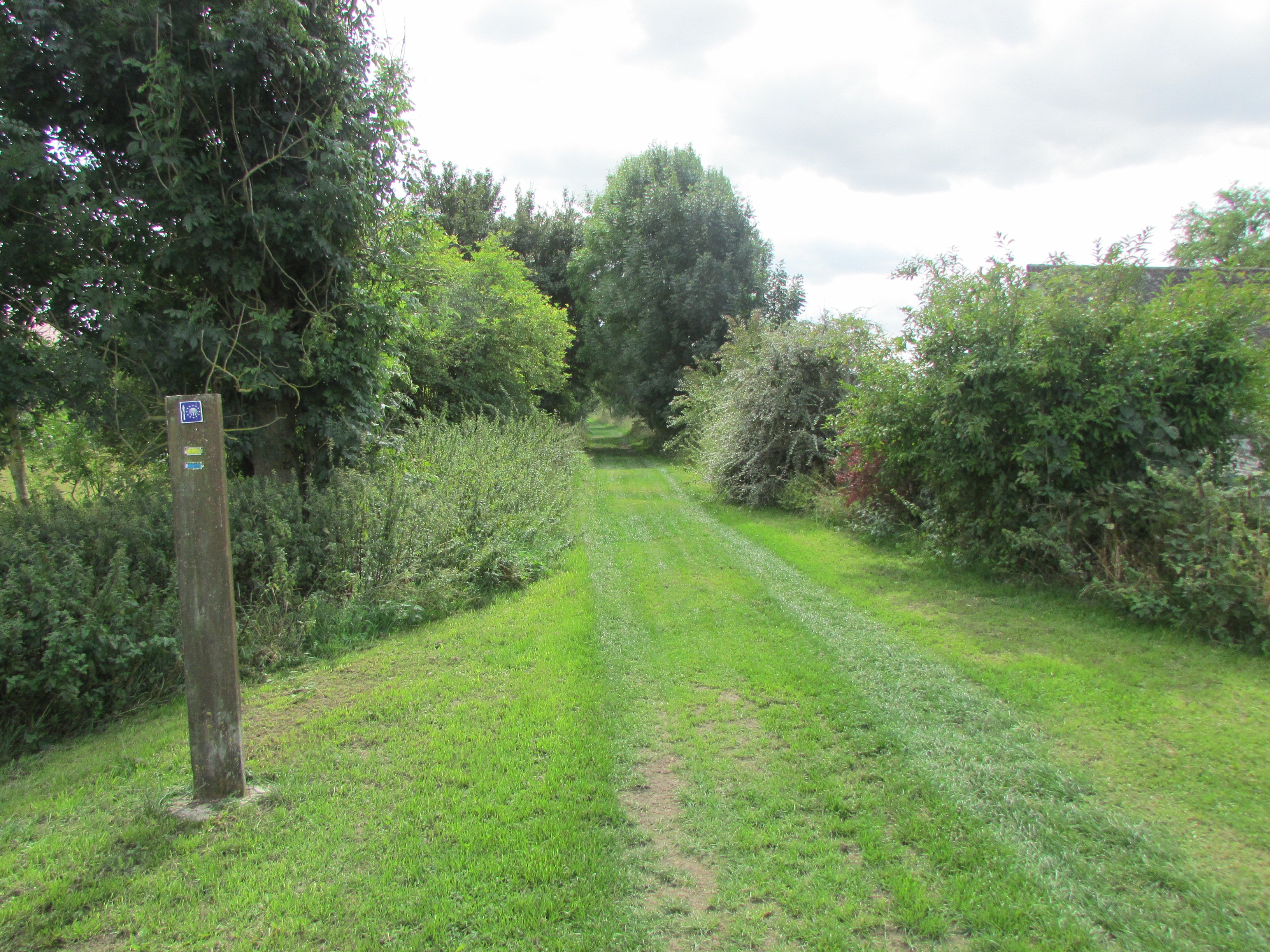
L'ancienne voie ferrée devenue chemin de randonnée.

## Matériel roulant

### Locomotives «Corpet-Louvet»

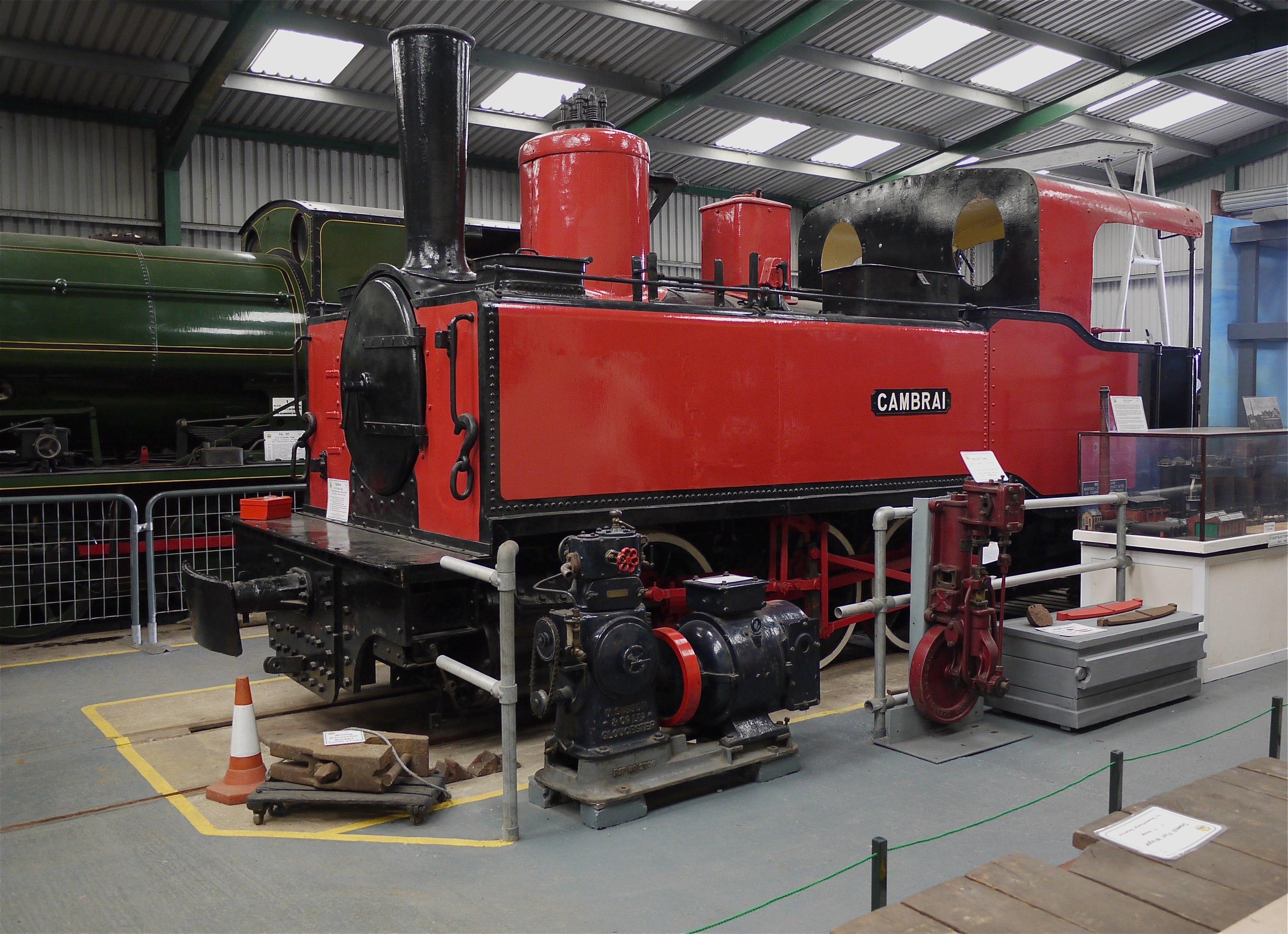
Locomotive no 5 préservée en Angleterre

La société des Chemins de fer du Cambrésis a acquis 23 locomotives à vapeur « Corpet-Louvet », neuves ou d'occasions, entre 1880 et 1948.
Machines livrées neuves :
- 1880, 030T  L. Corpet no 315, CF du Cambrésis no 1 « L'Escault »
- 1881, 030T  L. Corpet no 330, CF du Cambrésis no 2 « La Selle »
- 1888, 030T  L. Corpet no 493, CF du Cambrésis no 5 « Clary »
- 1890, 030T  Vve Corpet no 515, CF du Cambrésis no 6 « Le Catelet »
- 1890, 030T  Vve Corpet no 517, CF du Cambrésis no 7 « Denain »
- 1891, 030T  Vve Corpet no 518, CF du Cambrésis no 8 « Quiévy »
- 1891, 030T  Vve Corpet no 531, CF du Cambrésis no 9 « St Quentin »
- 1891, 030T  Vve Corpet no 561, CF du Cambrésis no 10 « Levergies »
- 1895, 030T  Corpet-Louvet no 664, CF du Cambrésis no 11 « Anzin »
- 1895, 030T Corpet-Louvet no 665, CF du Cambrésis no 12 « Douchy »
- 1899, 030T Corpet-Louvet no 838, CF du Cambrésis no 13 « Caudry », disparue en 1914-1918.
- 1899, 030T Corpet-Louvet no 841, CF du Cambrésis no 14 « Walincourt », disparue en 1914-1918.

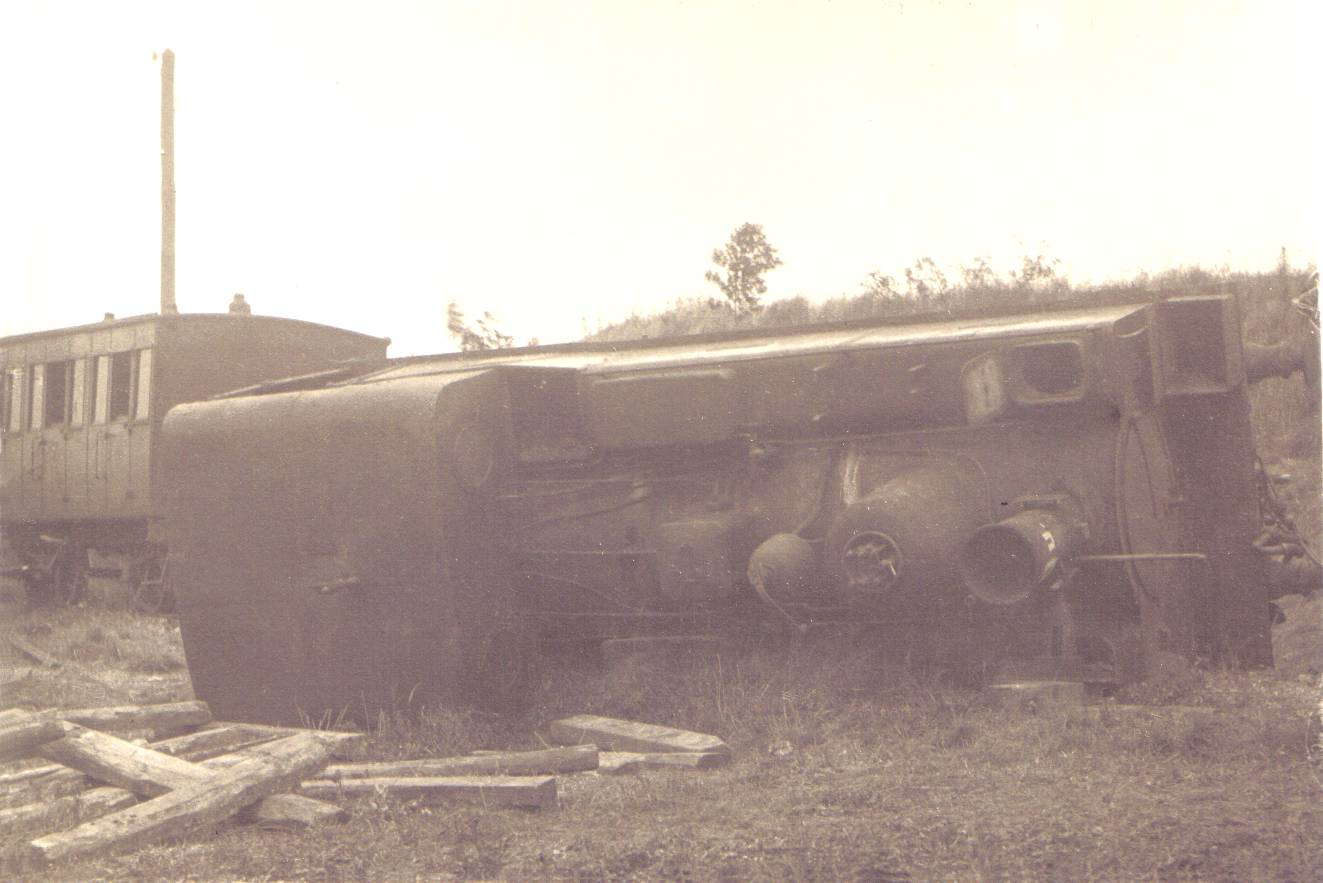
Locomotive Corpet-Louvet renversée près de Caudry, durant la guerre 1914-1918

Machines confiées provisoirement au réseau
- 1943, 141T Corpet-Louvet no 1866, CF du Cambrésis no 40[6]
- 1943, 141T Corpet-Louvet no 1867, CF du Cambrésis no 41[7]
- 1943, 141T Corpet-Louvet no 1868, CF du Cambrésis no 42[8]

Machines commandées à la suite du départ des précédentes
- 1948, 141T Corpet-Louvet no 1924, CF du Cambrésis no 40[10]
- 1948, 141T Corpet-Louvet no 1925, CF du Cambrésis no 41[11]
- 1948, 141T Corpet-Louvet no 1926, CF du Cambrésis no 42[10]

Machines acquises ultérieurement :
- 1912[12], 030T Corpet-Louvet no 1134, CF du Cambrésis no 22.
- 1945, 030T Corpet-Louvet no 778, CF du Cambrésis no 13[13]
- [14] 030T Corpet-Louvet no 745, CF du Cambrésis no ..

| Illustration | Modèle ou type             | N/O* | Nombre | Numéros | En service provenance si occasion | Hors service destination | Remarques |
| ------------ | -------------------------- | ---- | ------ | ------- | --------------------------------- | ------------------------ | --------- |
|              | Corpet-Louvet 1′C t (130T) | O    | 2      | 32-33   | 1936 CDCO                         |                          |           |

* neuf ou d'occasion.

### Locomotives Pinguely
En 1927 achat d'une locomotive Pinguely, livrée en 1921, peut-être à une sucrerie.
- 1927, 030T  Pinguely no 356, CF du Cambrésis no 21

En 1936 achat de 3 locomotives Pinguely, livrées en 1904 aux Chemins de Fer Départementaux de la Côte d'Or
- 1936, 130T  Pinguely no 171, CF du Cambrésis no 34
- 1936, 130T  Pinguely no 172, CF du Cambrésis no 35
- 1936, 130T  Pinguely no 173, CF du Cambrésis no 36

### Locomotives Piguet
La locomotive 31 a été livrée neuve par Piguet, deux machines ont été acquises en 1936, auprès des tramways de la Côte d'Or (no 38 et 39).
- « 1912 », 130T  Piguet, CF du Cambrésis no 30
- « 1917 », 130T  Piguet, CF du Cambrésis no 31

### Locomotives Fives-Lille
Ces locomotives étaient affectées à la ligne Cambrai-Catillon et portaient les numéros 1 à 4.
Elles furent construites par Fives-Lille et correspondaient au type 73 de ce constructeur,
- 030T Fives-Lille (2410/1880) CF du Cambrésis no 1,"Cambrai" ;
- 030T Fives-Lille (2411/1880) CF du Cambrésis no 2,"Cateau" ;
- 030T Fives-Lille (2412/1880) CF du Cambrésis no 3,"Beauvois" ;
- 030T Fives-Lille (2413/1880) CF du Cambrésis no 4,"Catillon" ;

La plaque "Cambrai" de la no 1 est aujourd'hui sur la Corpet "Clary" qui est en Grande-Bretagne.

### Locomotives A. Jung (Allemagne)
- 040T Jung 1907, CF du Cambrésis no 15, "Denain-Anzin",
- 040T Jung 1911, CF du Cambrésis no 16, "Valenciennes",

### Matériel préservé
La Corpet-Louvet : 030T L. Corpet no 493, CF du Cambrésis no 5 « Clary », vendue à une société anglaise, se trouve aujourd'hui au en Angleterre. Elle a été rebaptisée « Cambrai », nom de l'ancienne locomotive  no 1, dont elle porte les plaques.